# Bradysia introflexa
Bradysia introflexa är en tvåvingeart som beskrevs av Yang, Zhang och Yang 1993. Bradysia introflexa ingår i släktet Bradysia och familjen sorgmyggor.
Artens utbredningsområde är Guizhou (Kina). Inga underarter finns listade i Catalogue of Life.